# Zero Two
Zero Two (ゼロツー, Zero Tsū), também conhecida como Code:002 (コード:002, Kōdo:002) ou 9'℩ (ナインイオタ, Nain Iota, "Nine Iota") é uma personagem de Darling in the Franxx, anime japonês de ficção científica, romance e ação no formato de série de televisão produzido por CloverWorks e Studio Trigger. Ela foi concebida como a personagem mais importante e o ícone da série. Zero Two é uma forma de vida artificial e piloto de elite com uma reputação infame de "Assassina de Parceiros", que aspira a tornar-se plenamente humana. Ela é conhecida por se dirigir a Hiro, o protagonista, com o termo "amado" (darling).
Zero Two é considerada uma das personagens mais populares de Darling in the Franxx e sua personalidade tem sido bem recebida tanto pelos fãs quanto pela crítica, com esta última tipicamente citando-a como um dos melhores aspectos da série.
Zero Two tinham o mais trabalhoso processo de design e foi projetado para ser um personagem icônico para agir como uma bandeira de Darling in the Franxx. A série' equipe criativa chegou ao consenso de que ela deve ser o mais atraente personagem. A inspiração para Zero Two do anime design veio do designer de personagens Masayoshi Tanaka, e o diretor de Atsushi Nishigori. Tanaka, explicou que a equipe de design foi mais concentrada em "que tipo de existência Zero Two", ao invés de sua aparência, começando com uma vaga imagem de uma "nave de transferência de aluno". O projeto inicial conceitos de Zero Two foram substancialmente moderada em comparação com a sua última aparição, aparecendo como uma pequena e tranquila, de cabelos escuros, de caracteres, antes de a equipe do projeto decidiu que o projeto não trabalho com a intenção de personalidade. Ela originalmente cabelo escuro foi trocada por cor-de-rosa para ajudar no marketing-la como a série' ícone. Tanaka adaptou o projeto original para a rainha dos Klaxossauros. A equipe criativa considerado o seu objetivo para fazer a Zero Two um personagem icônico como um sucesso, citando a abundância de cosplay e por um fã. Quando perguntado por fãs, Nishigori afirmou que Zero Two era o seu personagem favorito na série, mas disse que ele estava mais "atraído para a sua personalidade carismática", ao invés de incluir seu apelo romântico.
Zero Two é um piloto de elite originalmente pertencente à unidade de forças especiais com uma reputação infame como o "Parceiro Killer" devido a nenhum de seus anterior co-pilotos tendo sobrevivido últimos três experiências. Como um artificialmente criados híbridos entre humanos e klaxo sapiens (um ser cibernético dinossauro-como espécies que habitavam a Terra há milhões de anos), ela possui habilidades sobre-humanas tais como o aumento da força e de rápida regeneração. Comumente visto por outras pessoas como um monstro, Zero Two possui bestial características físicas, como dois pequenos vermelho chifres e presas. Ela começou a perseguir seu sonho de se tornar plenamente humano após a reunião o protagonista Hiro em sua juventude, e freqüentemente questiona o significado da humanidade. Zero Two tem um confiante e assertivo personalidade, bem como sendo consistentemente rebelde para o coletivista, quase teocrático de governo mundial retratados na série.
Como uma criança, ela foi significativamente mais bestial na natureza, com a pele vermelha, de sangue azul, mais chifres, mais afiados dentes, e descrita como tendo olhos "cheios de ódio para o mundo". Crescendo, Zero Two, assumiu significativamente mais humanóide como a aparência, com sangue vermelho, e pele clara.
Um piloto de elite pertencentes ao MACACO forças especiais, Zero Two é um misterioso e rebelde menina muitas vezes referida como um monstro devido a seu red chifres e klaxossauro sangue. Ela também é conhecida como o "parceiro killer" como todos os parceiros que piloto Strelizia com ela sempre morrem depois de andar três vezes com ela, no máximo, com Hiro, sendo a única exceção. Ela sempre chama Hiro como sua "querida". A sua verdadeira idade é desconhecida, mas seu derradeiro desejo de se tornar plenamente humano, para que ela possa se reunir com uma pessoa importante do passado, que acabou por ser Hiro. Desde que ela era criança, ela foi inspirada por um livro chamado "A Besta e o Príncipe", o que ela observa é semelhante para as circunstâncias de seu e Hiro. Ela começa a criar a sua própria versão da história, mas intencionalmente deixada a última página em branco porque a probabilidade de que ela pode ter a parte maneiras com Hiro.
Mais tarde, ela descobre que ela é um clone do Klaxosaur Princesa criado pelo Dr. Franxx. Quando Hiro é forçado a ligação com a princesa, Zero Dois é capaz de se conectar mentalmente com Strelizia para salvá-lo e parar de VIRM de destruir o planeta, mas este deixou seu corpo catatônica. Mentalmente, ela continuou a lutar VIRM no galactico batalha no espaço. Ela e Hiro se reconectar, permitindo Zero Two mesclar com Strelizia, tornando-se o Strelizia Verdadeiro Apus, e dominar a VIRM. Ela e então Hiro parte maneiras com seus amigos, mas promessa de voltar. No episódio final, Zero Dois e Hiro são quase derrotado, mas sacrificam-se para destruir o VIRM planeta e libertar as almas aprisionadas por VIRM. Em algum ponto no futuro, reencarnam em duas crianças.

## Recepção

### Mercadorias
Várias peças de merchandising de figuras de ação baseada em Zero Two foram anunciados. Uma Nendoroid, uma marca de figuras fabricado pela Good Smile Company que, normalmente, apresentam intercambiáveis rostos e partes do corpo, está agendado para lançamento em dezembro de 2018. Outras figuras da Kotobukiya e S. H. Figuarts foram lançados até o final de 2018.

### Prêmios e indicações
Na Newtype Anime Awards 2017-2018, Zero Two ganhou o segundo para a Melhor Personagem Feminina. Eric Van Allen da Kotaku descreve Zero Two como "mais um protagonista como Hiro" e considera sua personagem arco como "um dos melhores partes". Kyle Rogacion de Goomba Stomp expressa que ela é "facilmente um dos melhores aspectos de Franxx". Skyler Allen notas de Zero a Dois energético natureza "permite-la a roubar praticamente toda a cena em que ela está". Tokyo Otaku Mode classificado Zero Two, duas vezes como o melhor de Inverno de 2018, um personagem do sexo masculino e feminino urnas.
Em 4 de março de 2018, Kim Kardashian West postou uma foto de Zero Two em seu perfil no Instagram, afirmando que a personagem foi a inspiração para seu penteado.
A cena de uma conversa emocional entre Zero Two e Hiro se tornou um meme de internet quando os fãs perceberam que sua boca, os movimentos eram fáceis de manipular e sobrepor com sentido de áudio. Edições envolvidos áudio, tais como modem dial-up conexão de sons ou música popular. O meme começou quando um Tumblr de usuário postou uma edição com o latido de ruídos sobre os dois personagens. A cena se origina a partir do episódio 15 de Darling, o Franxx.
| Ano  | Prêmio                | Categoria                    | Destinatário (s) | Resultado   |
| ---- | --------------------- | ---------------------------- | ---------------- | ----------- |
| 2019 | Prêmios Newtype Anime | Melhor personagem (feminino) | Zero Two         | Vice-campeã |